# Nouveau Parti du peuple
Ne doit pas être confondu avec Parti populaire autrichien.
Le Nouveau Parti du peuple ou NPP (国民新党, Kokumin Shintō) est un ancien parti politique japonais conservateur social classé au centre gauche, fondé le 17 août 2005 par cinq parlementaires, pour la plupart dissidents du Parti libéral-démocrate (PLD), opposés à la privatisation de la poste japonaise voulue par le Premier ministre Jun'ichirō Koizumi, celui-ci ayant convoqué alors des élections anticipées après le rejet de son projet de loi par la Chambre des conseillers. Ayant perdu de nombreux élus, dont son ancien président Shizuka Kamei, et frappé par l'impopularité des gouvernements Hatoyama, Kan puis Noda auxquels il participe, le NPP est réduit à seulement 4 parlementaires après les élections législatives de 2012, ce qui ne lui permet plus d'être reconnu comme un parti politique aux yeux de la loi. Il est dissout le 22 mars 2013.

## Formation
Le parti est formé initialement par :
- les trois représentants :
  - Tamisuke Watanuki, député du 3e district de Toyama, ancien président de la Chambre des représentants de 2000 à 2003, membre jusqu'alors de l'importante faction Hashimoto - Tsushima, la principale héritière de la pensée conservatrice libérale de Shigeru Yoshida, il prend la présidence de ce nouveau mouvement,
  - Shizuka Kamei, député du 6e district de Hiroshima, à la tête d'une petite faction conservatrice et l'un des principaux adversaires de Koizumi au sein du PLD depuis son arrivée au pouvoir en 2001,
  - Hisaoki Kamei, député élu à la proportionnelle dans le bloc régional de Chūgoku, ancien ministre d'État et directeur général de l'Agence nationale de la Terre de 1997 à 1998, issu de la faction conservatrice et keynésienne de Yōhei Kōno, il est secrétaire général et donc no 2 du NPP ;
- les deux conseillers :
  - Kensei Hasegawa, élu à la proportionnelle nationale sur la liste du PLD en 2004, l'un des principaux artisans du rejet du projet de loi sur la privatisation de la poste à la chambre haute du parlement japonais,
  - le général à la retraite Hideaki Tamura, ancien du Parti libéral puis du Parti démocrate du Japon (PDJ), le principal parti d'opposition au PLD.

Ils sont rejoints dès le 23 août 2005 par un quatrième membre de la Chambre des représentants, Kyoichi Tsushima, député PLD élu à la proportionnelle dans le bloc régional de Tōhoku depuis 2000 (il quittera plus tard le NPP en octobre 2008 pour rejoindre le PDJ).

## Résultats électoraux

### Élections législatives de 2005
Aux élections législatives du 11 septembre 2005, il présente 12 candidats sur les 480 sièges à pourvoir : 8 dans des circonscriptions locales, essentiellement rurales, au scrutin uninominal majoritaire à un tour (dont les trois sortants, tous sauf Shizuka Kamei sont également présents sur les listes à la proportionnelle) et 11 sur les 4 listes présentées par le parti à la proportionnelle dans les blocs régionaux de Chūgoku (3 candidats), Hoku-shin'etsu (3 candidats), Kyūshū (2 candidats) et Tōhoku (3 candidats).
Il fait campagne avec pour slogan : « Stop à la conduite insouciante du pouvoir. » (権力の暴走をとめろ。, Kenryoku no bōsō o tomero.), et obtient finalement 0,64 % du total des voix au vote majoritaire, 1,74 % des suffrages exprimés à la proportionnelle et 4 élus : les deux députés sortants de districts électoraux (Tamisuke Watanuki contre le candidat officiellement investi par le PLD Kyogon Hagiyama, et Shizuka Kamei malgré la candidature du populaire entrepreneur Takafumi Horie face à lui), et deux à la proportionnelle (Hisaoki Kamei, battu dans le 2e district de Shimane par le député sortant PLD Wataru Takeshita, frère de l'ancien Premier ministre Noboru Takeshita, est néanmoins réélu à la proportionnelle pour Chūgoku ; Masaaki Itokawa, 30 ans, non candidat dans une circonscription, est élu pour la première fois dans le bloc de Hoku-shin'etsu). Des trois partis formés simultanément par des « rebelles » de la privatisation postale, le NPP est celui qui obtient la plus forte représentation à la chambre lors d'élections caractérisées par un véritable plébiscite pour Koizumi et sa réforme.
D'ailleurs, plusieurs anciens députés ayant participé à la formation du Nouveau Parti nippon (NPN, l'autre principal mouvement dissident du PLD formé à cette occasion avec une assise plus urbaine que le NPP) mais ayant été battu en 2005, ou d'autres parlementaires opposés à la privatisation de la poste, rejoignent par la suite le Kokumin Shintō :
- Ikuo Kamei, frère aîné de Shizuka Kamei, conseiller PLD pour la préfecture d'Hiroshima depuis 1998, il rejoint le NPP en décembre 2005 et en devient le président délégué.
- Takashi Aoyama, d'abord député pour l'ancien 2e district d'Aichi sous les couleurs du Parti démocrate socialiste puis du Shinshintō de 1976 à 1990 et de 1993 à 1996, avant d'être député Shinshintō puis PLD du 7e district d'Aichi de 1996 à 2000 puis du bloc proportionnel de Tōkai de 2000 à 2005, il était à sa fondation le 21 août 2005 le vice-président du NPN avant d'être battu aux législatives. Il rejoint le NPP en mai 2006.
- Ichizō Miyamoto, député Shinseitō puis Shinshintō de l'ancien 2e district de Hyōgo de 1993 à 1996, avant d'être élu pour le 9e district de cette même préfecture sous les couleurs du Shinshintō (1996-1998) puis du PLD (1998-2003). Battu en 2003 par un indépendant, Yasutoshi Nishimura, il est candidat sous la bannière du NPN en 2005 mais est encore une fois vaincu par Nishimura qui était cette fois officiellement investi par le PLD. Il rejoint le NPP en mai 2006.
- Hiroko Gotō, conseiller PLD de la préfecture d'Ōita depuis 2001, il rejoint le NPP en juillet 2006.
- Shōzaburō Jimi, ancien représentant du 4e puis du 10e district de préfecture de Fukuoka de 1983 à 2005, il fut ministre des Postes et Télécommunications de 1997 à 1998. Opposé à la privatisation de la poste, il quitte le PLD en août 2005 mais n'adhère dans un premier temps à aucun parti « rebelle », se représentant aux législatives dans sa circonscription comme un indépendant. Battu par une des « Femmes ninjas » (くノ一, Kunoichi?) de Koizumi, Kyoko Nishikawa, il rejoint finalement le NPP en octobre 2006.
- Kōki Kobayashi, député PLD de l'ancien 5e district de Tokyo de 1990 à 1993 puis de la nouvelle 10e circonscription de la métropole japonaise de 1996 à 2005. Il aide ensuite à fonder le NPN dont il devient président délégué (et donc no 2) mais il est battu aux législatives de 2005 par la ministre de l'environnement Yuriko Koike, l'une des « Femmes ninjas » (くノ一, Kunoichi?) de Koizumi. Il rejoint le NPP en novembre 2006, mais le quitte en août 2008 pour se rallier en juillet 2009 au PDJ.
- Akihiko Kumashiro, ancien député PLD du 1er puis du 2e district d'Okayama de 1993 à 2005, il s'était opposé également au projet de loi de privatisation de la poste mais n'avait pas immédiatement quitté le PLD. Non investi par ce dernier aux législatives de 2005, il ne s'était pas représenté. Il rejoint finalement le NPP en janvier 2007, mais le quitte dès le 6 juin 2008.
- Tadahiro Matsushita, ancien député PLD pour l'ancien 2e district de Kagoshima de 1993 à 1996 puis pour le bloc proportionnel de Kyūshū de 1993 à 2005, il fut candidat malheureux en tant qu'indépendant aux législatives de 2005 dans la 3e circonscription de Kagoshima. Il rejoint le NPP en décembre 2007.
- Mikio Shimoji, député PLD du bloc proportionnel de Kyūshū de 1996 à 2003, puis comme indépendant (et fondateur d'un petit parti conservateur local opposé à la privatisation de la poste, le Groupe politique pour une Révolution d'Okinawa) dans le 1er district d'Okinawa depuis 2005. Il rejoint le NPP le 13 septembre 2008.

### Élections à la Chambre des conseillers de 2007
À la veille du renouvellement de la moitié des membres de la Chambre des conseillers du 29 juillet 2007, le NPP comptait quatre membres de la chambre haute : Kensei Hasegawa et Ikuo Kamei qui ne sont pas concernés par ces élections, leur mandat allant jusqu'en 2010, tandis que Hiroko Gotō et Hideaki Tamura remettent en jeu leur siège. Tamura décide de ne pas se représenter et de mettre un terme à sa carrière politique.
Le parti présente alors une liste de 14 personnes pour les 48 sièges à pourvoir au scrutin proportionnel plurinominal national, parmi lesquelles l'ancien président péruvien d'origine japonaise Alberto Fujimori, alors assigné à résidence au Chili et en pleine procédure d'extradition vers le Pérou pour y être jugé de violations des droits de l'homme et de crime contre l'humanité. Durant la campagne, Fujimori est absent mais est représenté notamment par Dewi Soekarno, veuve de l'ancien président d'Indonésie Soekarno. Shizuka Kamei pour sa part appelle à cette occasion le gouvernement japonais à intervenir auprès du Chili pour obtenir le rapatriement de ce « candidat vedette » au Japon. Alberto Fujimori se présente également dans ses tracts comme le « dernier samouraï », promettant de restaurer les valeurs japonaises traditionnelles telles que le travail rigoureux ou l'humilité, mais il est finalement battu, ne réunissant sur son nom propre que 51 612 voix (soit le quatrième score de la liste NPP, mais à peine 0,09 % des suffrages exprimés). Au total, les 14 candidats à la proportionnelle du NPP réunissent 1 269 220 voix, soit 2,15 % des suffrages exprimés, et l'ancien député Shōzaburō Jimi est élu pour la première fois à la chambre haute.
En parallèle, le NPP avance également 9 candidats au vote unique non transférable à l'échelle des préfectures sur les 73 sièges à pourvoir. Le sortant Hiroko Gotō est battu dans la préfecture d'Ōita, n'arrivant qu'en quatrième position, mais une nouvelle venue, Akiko Kamei, 42 ans, fille du secrétaire général du parti et député Hisaoki Kamei, est élue assez confortablement (avec 50,9 % des suffrages face au conseiller sortant PLD) dans la préfecture de Shimane. Après les élections, le 23 octobre 2007, les 4 conseillers du NPP forment un groupe commun (le plus important de la chambre) avec les 109 élus du PDJ, l'unique conseiller du NPN et cinq indépendants du Shin-Ryokufūkai. Un de ces derniers, Takashi Morita, élu dans la préfecture de Toyama, rejoint le NPP en décembre 2008, ce qui porte le nombre de conseillers du parti à cinq.

### Élections législatives de 2009
Le NPP présente 18 candidats aux élections législatives du 30 août 2009, à savoir 9 à la fois dans des circonscriptions locales et à la proportionnelle, et les 9 autres uniquement à la proportionnelle. Les quatre députés sortants se représentent : Tamisuke Watanuki cette fois-ci uniquement à la proportionnelle dans le bloc Hoku-shin'etsu ; Shizuka Kamei dans son 6e district de Hiroshima et sur la liste du bloc de Chūgoku ; Hisaoki Kamei, dans le 2e district de Shimane et également dans la Région de Chūgoku ; Mikio Shimoji dans la 1re circonscription d'Okinawa et sur la liste de Kyūshū. Masaaki Itokawa, le quatrième élu du NPP en 2005, a quant-à-lui rejoint le PDJ le 21 juillet 2009.
Le parti fait campagne avec pour slogan « Brille, Japon ! » (輝け日本!, Kagayake Nihon) et en mettant l'accent sur l'abandon de la privatisation de la poste, la revitalisation des collectivités locales et la décentralisation. Bien que pressenti pour s'associer dans une coalition gouvernementale avec le PDJ en cas de victoire de ce dernier, les dirigeants du PNP marquent à plusieurs reprises leurs différences avec le chef de l'opposition Yukio Hatoyama sur un certain nombre de sujets dont la question postale (les démocrates n'étant pas particulièrement hostiles à une privatisation) ou celle du controversé Sanctuaire Yasukuni, Tamisuke Watanuki s'étant déclaré hostile à la proposition de Hatoyama de créer un mémorial de guerre neutre et laïque géré par l'État[réf. souhaitée].
Les résultats du NPP sont en demi-teinte : si Shizuka Kamei et Mikio Shimoji sont réélus sans difficultés dans leurs circonscriptions (respectivement avec 60,2 % et 46,5 % des suffrages exprimés), et si le parti remporte un troisième district local grâce à Tadahiro Matsushita dans le 3e de Kagoshima (avec 56,5 % des voix face au député PLD sortant), il doit néanmoins déplorer les défaites de son président Tamisuke Watanuki et de son secrétaire général Hisaoki Kamei. De plus, aucune de ses listes présentées à la proportionnelle ne réussit à obtenir d'élus. Dès le lendemain du scrutin, Shizuka Kamei devient le nouveau président du parti et Shōzaburō Jimi son secrétaire général.
Le 9 septembre 2009, le PDJ de Yukio Hatoyama, le Parti social-démocrate (PSD) de Mizuho Fukushima et le NPP de Shizuka Kamei se mettent d'accord sur la formation d'une coalition tripartite.

### Élections à la Chambre des conseillers de 2010

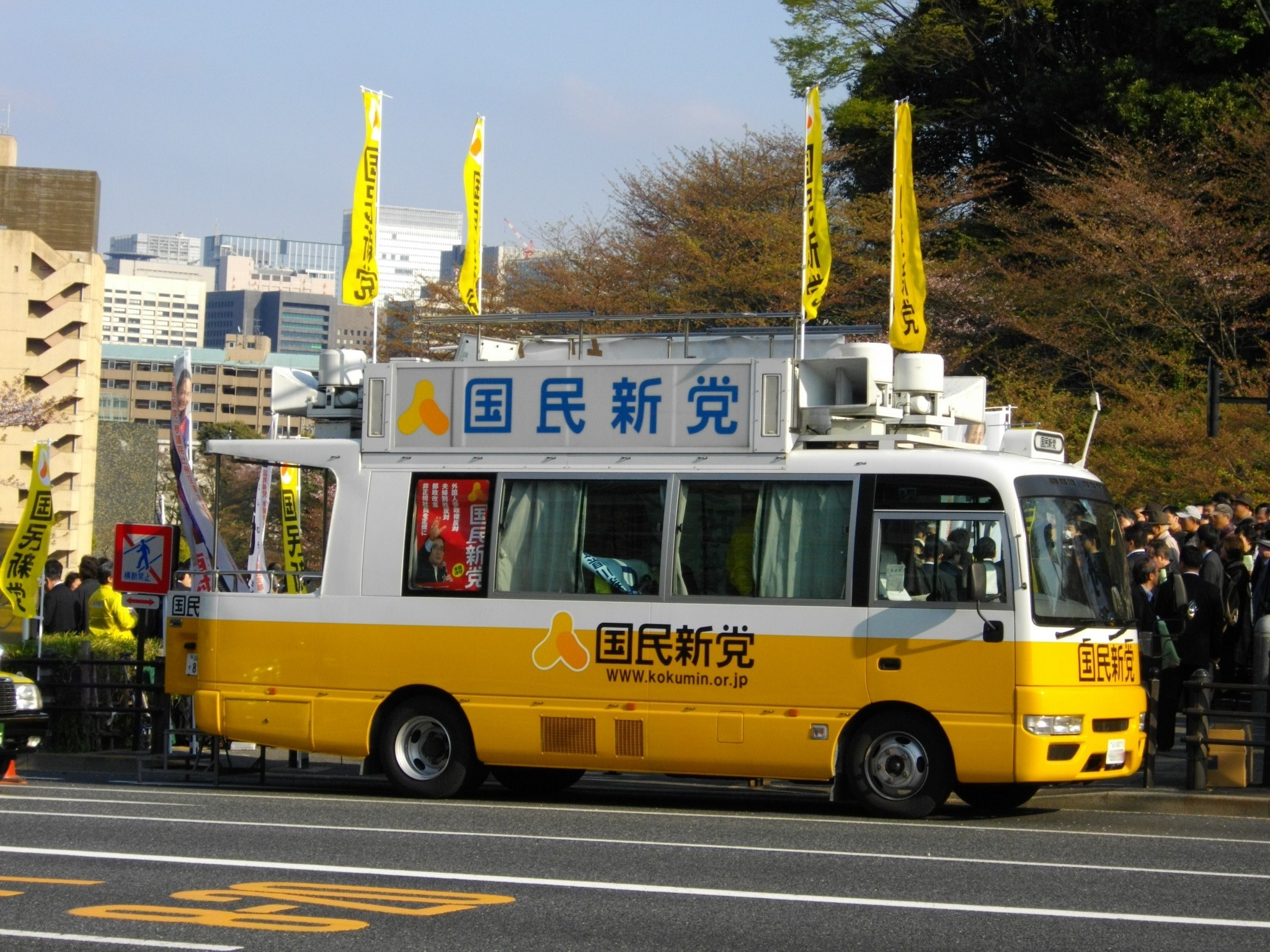
Minibus de campagne du NPP pour les élections à la chambre des conseillers du Japon de 2010

À la veille du renouvellement de la moitié des membres de la Chambre des conseillers du 11 juillet 2010, le NPP comptait six membres de la chambre haute. Trois d'entre eux, le ministre Shōzaburō Jimi, Akiko Kamei et Takashi Morita, élus en 2007 et leur mandat allant jusqu'en 2013, ne sont pas concernés par ce scrutin. Kensei Hasegawa, Ikuo Kamei (qui a décidé de ne pas se représenté) et Gōtarō Yoshimura (71 ans, conseiller pour la préfecture de Fukuoka depuis 1992, membre à l'origine du PLD qu'il quitte le 30 décembre 2009 après n'avoir pas réussi à obtenir l'investiture pour ce renouvellement, il a rejoint le NPP le 17 février 2010) sont les trois conseillers du parti à remettre leurs sièges en jeu.
Le parti présente alors une liste de sept personnes pour les 48 sièges à pourvoir au scrutin proportionnel plurinominal national, parmi lesquelles Kensei Hasegawa, l'ancien député Ichizō Miyamoto et l'ancien conseiller Takenori Emoto (62 ans, joueur célèbre de baseball dans les années 1970 devenu ensuite parlementaire pour la circonscription nationale en 1992 sous les couleurs successives du Parti du sport et de la joie jusqu'en 1995, de la Ligue libérale de 1995 à 1998, du Parti de la bonne gouvernance en 1998 et du PDJ de 1998 à 2004). S'y ajoutent, entre autres, deux tarento : le catcheur Osamu Nishimura (38 ans) et le compositeur Itō Toshi (meneur de la compagnie Toshi Itō Happy and Blue, 70 ans). Ils cumulent 1 000 036 voix, soit seulement 1,71 % des suffrages exprimés et le 9e score sur 11 listes candidates, ce qui ne permet pas au NPP d'avoir d'élus à la proportionnelle. Mais Kensei Hasegawa réunit sur son nom 406 587 votes, le plaçant en huitième place de tous les candidats à ce mode de scrutin.
En parallèle, le NPP n'avance que 2 candidats au vote unique non transférable à l'échelle des préfectures sur les 73 sièges à pourvoir. Le sortant Gōtarō Yoshimura est largement battu dans la préfecture de Fukuoka, n'arrivant qu'en sixième et avant-dernière position (113 607 voix, 5,17 %). La candidate Saori Egi, avancée à Tokyo, obtient pour sa part la 12e place sur 24 et pour cinq sièges à pourvoir (53 948 votes, 0,87 %).
Le NPP n'a donc aucun élu lors de ce renouvellement, sa représentation à la Chambre des conseillers se limitant à partir de cette date à ses trois élus de 2004. Cela change le 29 décembre 2011, avec le ralliement d'un quatrième élu : Kazuyuki Hamada (58 ans), élu en 2010 pour la préfecture de Tottori sous les couleurs du PLD et qui a été exclu de ce parti en juin 2011 pour avoir accepté un poste de secrétaire parlementaire dans le gouvernement de Naoto Kan.

### Une alliance difficile avec le PDJ
Par la suite, le NPP s'oppose à plusieurs projets des dirigeants du PDJ, et surtout à l'augmentation de la taxe sur la consommation. En mars 2012, Shizuka Kamei estime que, sur ce dernier sujet, le parti devrait quitter la coalition gouvernementale, mais il n'est pas suivi par les autres militants et surtout par le ministre Shōzaburō Jimi. Le 5 avril 2012, il abandonne la présidence du mouvement à ce dernier, et quitte le NPP le lendemain. La conseillère Akiko Kamei fait elle aussi dissidence. Le suicide de Tadahiro Matsushita le 10 septembre 2012 réduit davantage la représentation parlementaire du NPP. Toutefois, le député Tairō Hirayama, qui a quitté le PDJ en juillet 2012 pour siéger comme associé au groupe du NPP, rejoint ce parti en octobre 2012. Il le quitte toutefois dès le 26 novembre 2012 pour le Genzei Nippon - Parti anti-TPP, anti-nucléaire récemment créé par Masahiko Yamada, Takashi Kawamura et Shizuka Kamei.
Aux élections législatives du 16 décembre 2012, la majorité de centre-gauche est lourdement sanctionné, le PDJ retombant à seulement 57 députés. Le NPP pour sa part ne fait que regagner la circonscription du défunt Tadahiro Matsushita, le 3e district de la préfecture de Kagoshima sur Kyūshū qu'il avait perdu au profit du PLD à l'occasion d'une élection partielle le 28 octobre précédent. Le candidat du NPP à cette dernière, Takeshi Noma, obtient donc sa revanche dès décembre 2012. Mais les deux députés sortants du Nouveau parti du peuple sont battus, dont le ministre sortant de la Privatisation postale et de la Prévention des catastrophes Mikio Shimoji dans le 1er district d'Okinawa. Avec désormais un seul député et trois conseillers, il passe sous le seuil des cinq parlementaires qui permettent d'être officiellement reconnus comme parti politique, avec les règles de financement et les possibilités d'action à la Diète que cela implique. Cette représentation diminue encore avec la démission du parti, le 16 janvier 2013, du conseiller Takashi Morita, puis de son unique député, Takeshi Noma, le 27 février 2013. Shōzaburō Jimi annonce le 22 mars 2013 la dissolution du parti.

## Participations gouvernementales
Le NPP a été dans l'opposition jusqu'en 2009, date à laquelle il a formé une coalition avec le PDJ et, jusqu'en 2010, avec le PSD. Cela lui a offert ses premières participations au Cabinet du Japon avec le poste de Ministre d'État pour les Services financiers (jusqu'au 10 septembre 2010) et la Réforme postale offert successivement à :
- du 16 septembre 2009 au 11 juin 2010 : Shizuka Kamei dans le 93e Cabinet dirigé par Yukio Hatoyama et au début du 94e emmené par Naoto Kan,
- du 11 juin 2010 au 4 juin 2012 : Shōzaburō Jimi pour la quasi-totalité du Cabinet Kan et au début du 95e Cabinet mené par Yoshihiko Noda.
- du 4 juin 2012 au 10 septembre 2012 : Tadahiro Matsushita dans le Cabinet Noda remanié.
- depuis le 1er octobre 2012 : Mikio Shimoji (également ministre d'État chargé de la prévention des catastrophes) après le troisième remaniement du Cabinet Noda.

## Idéologie

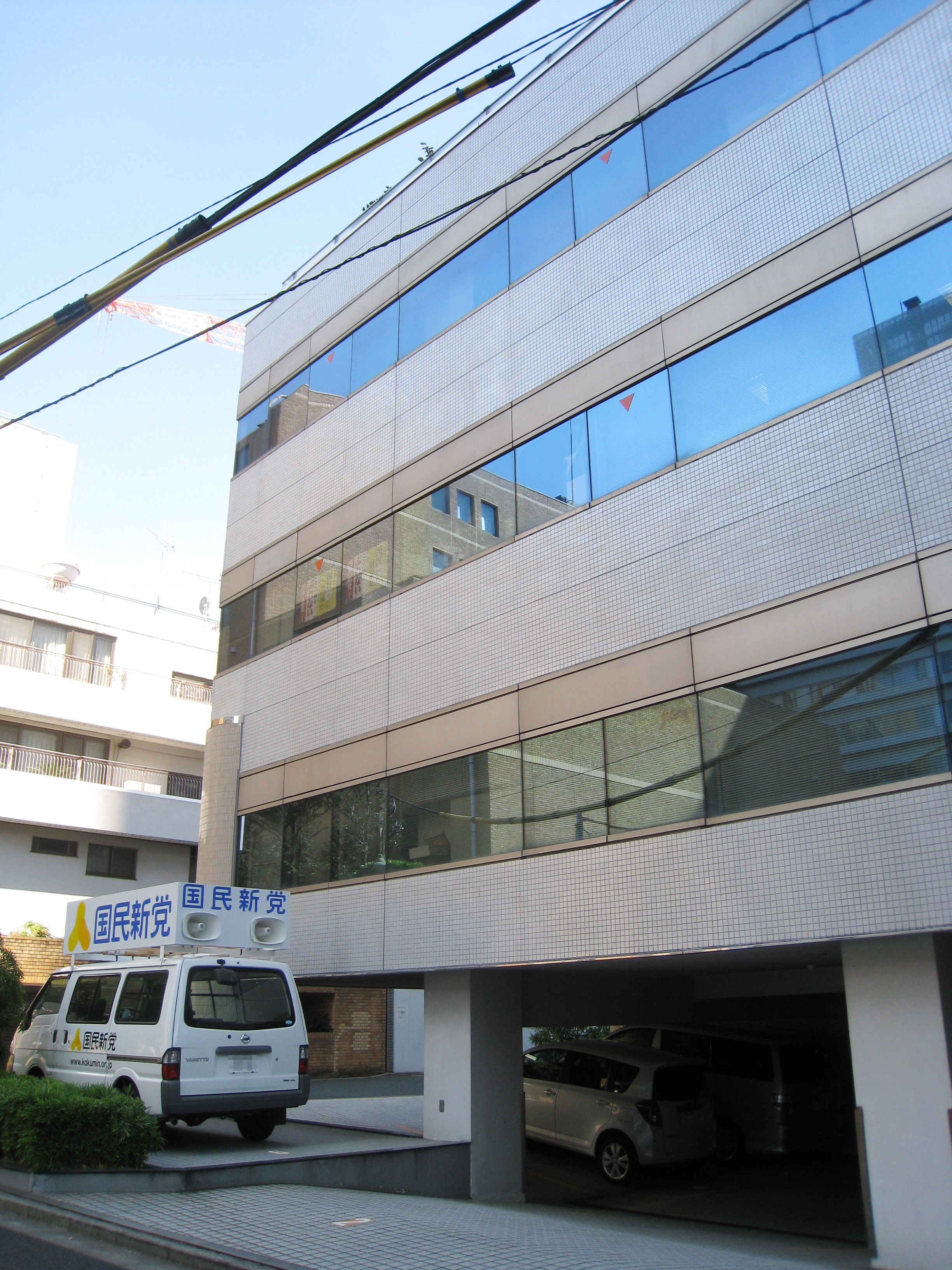
Siège du Nouveau parti du peuple.

Le principal combat politique du Nouveau parti du peuple reste celui qui a amené à sa création : revenir sur le processus de privatisation de la poste japonaise engagé depuis 2007. Plus largement, elle défend la nécessité du maintien des services publics de proximité (tout en soutenant le discours du PDJ sur la réforme de la fonction publique d'État afin de réduire le poids de la bureaucratie) comme moteurs de vitalisation des campagnes de plus en plus dépeuplées, un autre de ses chevaux de bataille, la plupart de ses élus venant de circonscriptions rurales. Ainsi, il prône une profonde décentralisation administrative avec d'importants transferts financiers notamment par le biais de la fiscalité locale, favorise un développement économique par une politique de relance (et donc l'injection de fonds publics) avant tout tournée vers les petites et moyennes entreprises et la création d'emploi par le biais de l'agriculture (par la riziculture surtout, visant à augmenter le taux d'autosuffisance alimentaire du pays de 40 à 50 %), des activités forestières et de la pêche. Il défend une baisse des impôts pour les particuliers et les familles ayant de nombreux enfants. Il développe un discours assez critique à l'égard du capitalisme, des grandes entreprises et des keiretsu, qui selon le parti (et notamment son président Shizuka Kamei) serait responsable du nombre important de suicides au Japon. Ce positionnement fait qu'il est parfois classé à gauche de l'échiquier politique, mais son attachement aux territoires ruraux le pousse également à défendre, sur le plan de la culture, de l'éducation et du modèle de société, un certain conservatisme, voire traditionalisme, en mettant l'accent sur l'attachement à la terre et à la nature. Ses autres prises de position sont assez proches de celle du PDJ, notamment sur le plan de la sécurité sociale (augmentation des aides et allocations aux familles, aux enfants, aux personnes âgées, aux chômeurs, entre autres) ou de la politique étrangère (redéfinition de l'alliance nippo-américaine, coopération asiatique et règlement des problèmes nord-coréens, que ce soit celui des enlèvements ou du nucléaire, par la négociation) en mettant tout particulièrement l'accent sur l'idée d'une « indépendance nationale » et d'une « spécificité nippone » proche du souverainisme.